# مطرقة شميدت

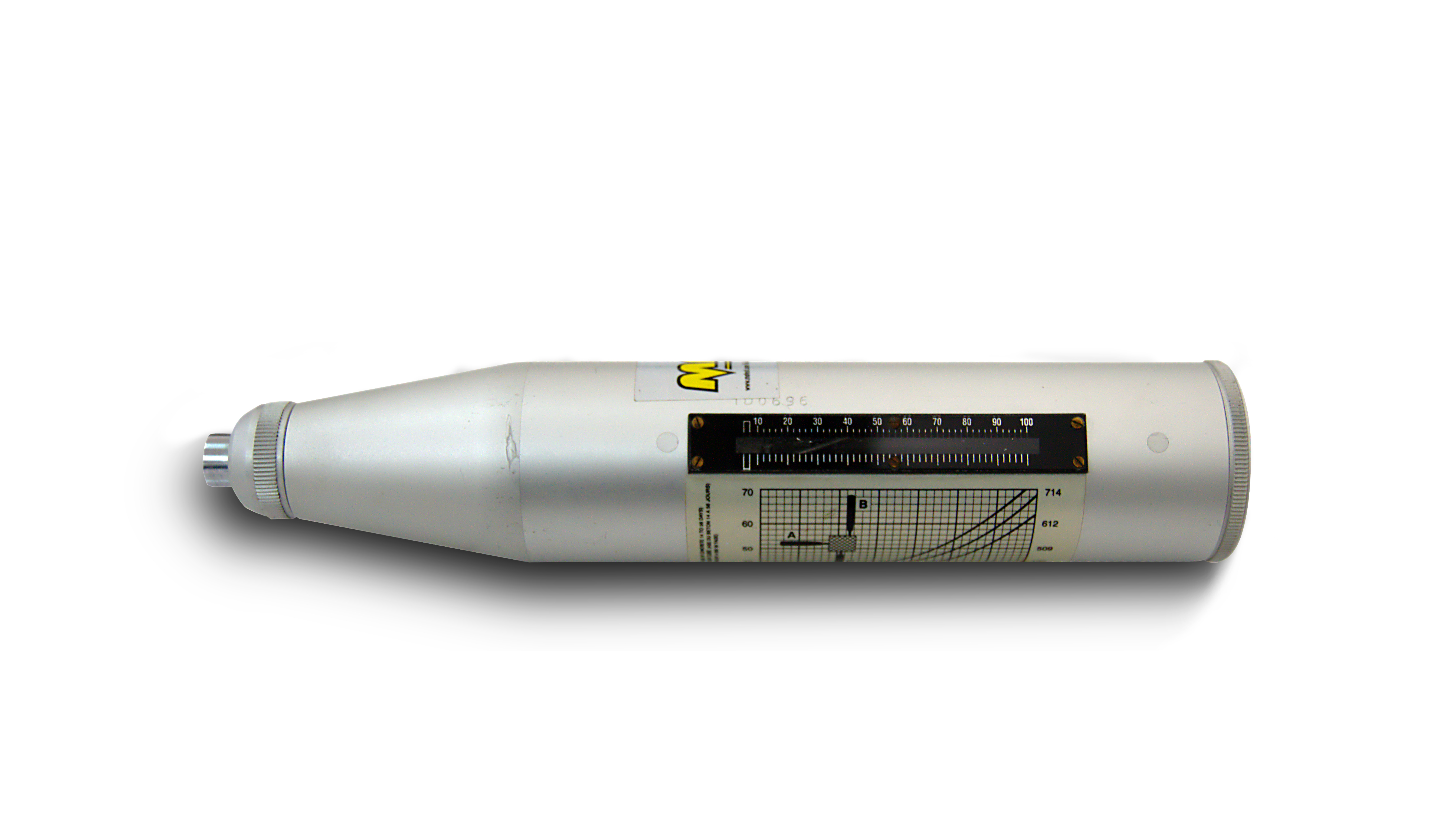
مطرقة للقياس الميكانيكي للخرسانة

تستخدم مطرقة شميدت لتعيين رقم الارتداد Rebound Number حيث يعتمد عمل الجهاز على النظرية التي تنص على أن قوة ارتداد كتلة مرنة يعتمد على قوة السطح الذي تصطدم به. ويستخدم رقم الارتداد هذا في الاسترشاد عن القيمة التقريبية لمقاومة الضغط للخرسانية.
- يتم اللجوء اليها في حالة عدم مطابقة عينات المكعبات الخرسانية للمواصفات.

## مميزاتها
- -جهاز صغير الحجم يمكن استعماله في المواقع وحمله في اليد.
- -يعطى نتائج سريعة لمقاومة الضغط وسهل الاستعمال.
- -لا يسبب تلف للخرسانة.
- - جهاز لا يتطلب احتياطات معقدة.
- -أرخص الأجهزة المستخدمة لهذا الغرض.
- - يتحمل العمل الشاق في جو التنفيذ مقارنة بالأجهزة الأخرى
- -سهولة معايرته من وقت لآخر.
- - يستعمل في الموقع لصغر حجمه وسهولة حمله واستخدامه.
- - احتياطاته سهلة ومعايرته سهلة.
- - رخيص الثمن نسبيا.

## طريقة استخدامه
• بالضغط الخفيف على زرار بالجهاز تخرج الرأس المتحرك plunger.
• يوضع الجهاز عموديا على المكان المراد اختباره ثم يضغط الجهاز فتنزلق الرأس إلى داخل لجهاز وقبل اختفائها ينفك الشاكوش ويحدث طرقة على الرأس (صدمة).
• عند حدوث الصدمة يجب أن يكون الجهاز عموديا تماما على السطح المختبر ولا يلمس الزرار Button الموجود على الجهاز.
• عند الاصتدام يرتد الشاكوش الطارق بمقدار يتناسب مع صلادة السطح المختبر محركا مؤشر يتحرك على مقياس لتعيين قيمة الارتداد.
• ينقل الجهاز إلى نقطة أخرى وتكرر العملية.
• بعد انتهاء العمل يعاد الجهاز إلى وضعه الأصلى بجعل الرأس داخل الجهاز.
- - يتم تحديد الجزء المراد اختباره وتحديد مواقع النقط عليه ثم تحدد مساحة 30سم * 30سم لكل نقطة.
- - يتم تنعيم المساحة 30سم*30سم، واخذ 12 قراءة داخل المساحة الذكورة على الاقل.
- - كل نقطة نحسب متوسط رقم الارتداد لها بعد حذف الشاذ منها (الشاذ ما يزيد أو يقل عن المتوسط بمقدار 5درجات).
- رقم الارتداد – رقم يظهر على شاشة المطرقة يعتمد على قوة وتصلد السطح وبالتالى يحدد مقاومته.
- - بعد ذلك يتم تحوبل رقم الارتداد لكل نقطة إلى مقاومة ضغط باستخدام جداول خاصة، ثم يتم حساب مقاومة الضغط المتوسطة لجميع النقط.

## تدابير لازمة عند الاستخدام
- - معايرة الجهاز قبل استخدامه
- - تنعيم السطح – خلوه من التعشيش.

الرسم التخطيطي الشامل لمطرقة شميدت

- - عدم وضع مقدمة الجهاز على زلط أو حديد تسليح.
- - يتم ازالة طبقة المونة أو البياض، وفي حالة الخرسانات القديمة تزال الطبقة الداخلية بعمق 1 سم.يتم الاختبار في المناطق العلوية (حيث ان المناطق السفلية في الاعمدة والكمرات تكون أكثر دمكا).

احتياطات عامة عند إجراء الاختبار
1_ أن يكون الجهاز المستخدم معاير قبل الاستخدام.
2_ يكون السطح المختبر نظيف خالى من التعشيش أو المسامية.
3_ يكون السطح خالى من النتؤات وبعيد عن أماكن أعمال الخرسانة.
4_تنظف الأسطح المختبرة باحجار الكاربورندوم المزودة مع الجهاز.
5_ لا توضع مقدمة الجهاز على زلط أو حديد تسليح في الخرسانة المتصلدة.
6_ تزال أي مونة أو طبقات بياض قبل إجراء الاختبار وينظف مكان أخذ القراءات.
7_ في حالة الأسطح الأفقية تزال طبقة الخرسانة الضعيفة (الجزء الزائد بالماء نتيجة النضح).
8-في حالة الخرسانة القديمة يتم إزالة السطح المتصلد لمسافة واحد سنتيمتر بواسطة صاروخ يدوى ذو قرص حوالى 12,5 سم حيث أن هذه الطبقة لا تمثل الخرسانة.
9-حيث أن الخرسانة تكون أكثر دمكا في الأجزاء السفلية من العضو الإنشائي فيتم أختبار النقط في المناطق العلوية.
10-يفضل استخدام الأسطح الرأسية لإجراء الاختبارات –أعمدة-حوائط خرسانية-جوانب كمرات-جوانب قواعد.
11-في حالة الأعضاء النحيفة (أسقف 10سم-أعمدة 15سم) تؤخذ احتياطات خاصة حيث أن مرونة هذه الأعضاء قد تؤثر على رقم الارتداد.
12-الأسطح المبللة: قد نضطر إلى استخدام الجهاز في حالة الأسطح المبللة وذلك في الأماكن القريبة من مصادر المياه
(مثل دورات المياه) وفي المنشآت المائية وكذلك في أحواض السباحة. وفي هذه الحالة فان المطرقة تعطى نتائج مضللة تقل بحوالى 30% عن القيمة الحقيقية.ولذلك تستخدم جداول خاصة بالتصحيح (أو إجراء اختبارى مطرقة شميدت وسرعة النبضات معا).

## متى نستخدم هذة المطرقة
نستخدمها عندما يكون جميع مكعبات كسر الخرسانة فشلت ولم تصل إلى المقاومة المطلوبة بعد 28 يوم.

## معايرة الجهاز
يتم معايرة الجهاز في الحالات الأتية:
1-عند تغيير نوع الركام المستخدم (دولوميت-بازلت-جرانيت-حجر جيرى).
2-يتم معايرة الجهاز كل 2000 صدمة على الأكثر.
3-كل فترة زمنية وعند ترك الجهاز مدة دون استعمال.
4-بعد عمل أي صيانة للجهاز.